# Вулиця Січових Стрільців (Київ)
Ву́лиця Січови́х Стрільці́в — вулиця в Шевченківському районі міста Києва, місцевості Кудрявець, Лук'янівка. Пролягає від Львівської до Лук'янівської площі.
Прилучаються Вознесенський узвіз, вулиці Обсерваторна, Кудрявська, Івана Драча, Гоголівська, Полтавська, Миколи Пимоненка, Олександра Кониського, Студентська, В'ячеслава Чорновола, Вільгельма Котарбінського, Коперника, Глибочицька, Дегтярівська, Юрія Іллєнка, Варязький провулок, Кудрявський узвіз і Глибочицький проїзд.

## Історія

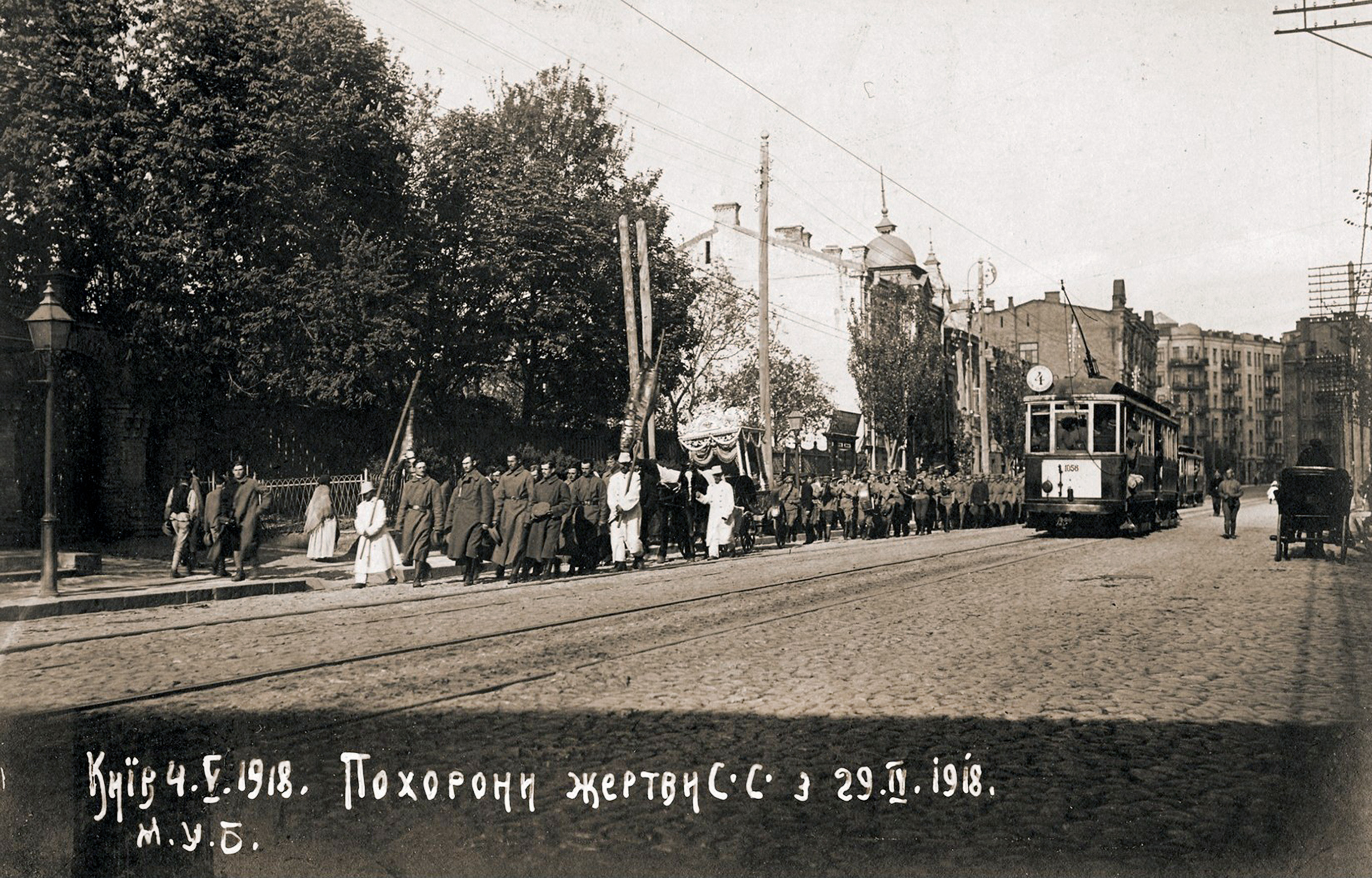
Львівська вулиця. Похорон загиблого січового стрільця навесні 1918. Процесія біля Бессарабських казарм (№ 24)

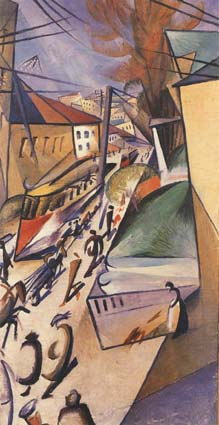
О. Богомазов. Трамвай. Львівська вулиця у Києві. 1914 р.

Вулиця виникла кілька століть тому як частина давнього Житомирського шляху, згодом — Житомирської вулиці.
Почала заселятися в середині XIX століття, як головна частина Лук'янівки. У 1869 році відрізок між Львівською і Лук'янівською площами було виділено в окрему вулицю під назвою Львівська (рос. Львовская), оскільки починалася від Львівській площі, де в давнину розташовувалася Львівська брама.
У 1925–1929 роках — вулиця Троцького, на честь радянського політичного діяча Льва Троцького.
У 1929 року була названа на честь Артема (Федора Сергеєва), радянського партійного і державного діяча, одного з засновників Донецько-Криворізької Радянської Республіки (назву підтверджено в 1944 році).
Під час німецької окупації міста в 1942–1943 роках — Львівська вулиця або Лембергерштрасе (нім. Lemberger Str.).

2009 рік. Будинковий покажчик на вулиці Січових Стрільців, 89 (на той час офіційно — вулиця Артема)

У 1997 році депутатами Київради було проголосоване рішення перейменувати вулицю Артема, яка мала отримати назву вулиця Січових Стрільців. Це рішення було прийняте не належним чином і не мало жодних правових наслідків. Однак назва вулиця Січових Стрільців застосовувалася на деяких електронних картах та в системах автонавігації.
Сучасна назва на честь військових підрозділів Наддніпрянської Армії УНР та збройних сил Української Держави — з 2015 року.

## Забудова
Вулиця почала заселятися в середині XIX століття. Активна забудова почалася тільки в 1890-х роках, кінцева частина парного боку вулиці ще на межі XIX–ХХ століть являла величезні хутори з незначними будівлями. Втім, за розписом вулиць Києва частина Львівської вулиці до сучасної Гоголівської вулиці належала до 2-го розряду, закінчення — до 3-го розряду. Переважна кількість споруд являла собою двоповерхові цегляні чи мішані будинки; на окремих ділянках зводилися помітні прибуткові будівлі і комплекси. У 1897 році по вулиці було прокладено трамвайну лінію. У 1914 році Львівську вулицю віднесено до 1-го розряду. З 1930-х років велася забудова вулиці багатоповерховими житловими спорудами, переважна частина яких зайняла місце старих невеликих будинків.

### Пам'ятки історії та архітектури
- № 1/5 — Будинок художника, фасад якого прикрашають сім жіночих постатей. Їх помилково називають музами, але насправді це символи мистецтвознавства, сценографії, скульптури, архітектури, живопису, графіки та декоративно-ужиткового мистецтва. Будинок зведений 1978 року за проєктом архітектора Анатолія Добровольського.
- № 7 — житловий будинок, зведений 1910 року, у стилі модерн.
- № 10 — прибутковий будинок, зведений за проєктом Абрама Трахтенберга наприкінці XIX — на початку XX століття.
- № 12 — прибутковий будинок, 1911 рік.
- № 13 — прибутковий будинок початку XX століття
- № 14 — прибутковий будинок, зведений 1898 року архітектором Володимиром Ніколаєвим у еклектичному стилі.
- № 18 — прибутковий будинок, в якому мешкав у 1910-х роках відомий вчений-хімік Сергієм Реформатський, розташовувалася жіноча гімназія Н. Конопацької (1901–1902, 1904 роки).
- № 22 — житловий будинок середини XIX століття, зведений у стилі класицизм.
- № 24 — міська садиба другої половини XIX століття, зведена в цегляному стилі. У 1918 році тут розміщувалися казарми Січових Стрільців.
- № 26 — житловий будинок, зведений 1890 року за проєктом Миколи Горденіна в еклектичному стилі.
- № 26-А — житловий «Будинок комунальників», зведений 1935 року за проєктом Михайла Гречини в стилі конструктивізму.
- № 27 — колишня приватна жіноча гімназія Жекуліної, (1912 рік, архітектор Василь Осьмак)
- № 31 — прибутковий будинок, 1903 рік
- № 33-А — прибутковий будинок А. Павлова-Сильванського, зведений 1913 року архітектором Абрамом Трахтенбергом у стилі модерн.
- № 35 — прибутковий будинок, 1913–1914 роки
- № 40/1 — житловий будинок, зведений у 1913–1915 рокам архітектором Володимиром Безсмертним у стилі пізнього модерну.
- № 42 — прибутковий будинок, зведений 1910 року архітектором Володимиром Безсмертним у стилі модерн.
- № 45-А — флігель житловий з риборозплідником (1910 рік), колишня садиба Шелюжко.
- № 46 — особняк зведений у 1946 році на місці колишньої Старокиївської Вознесенської церкви (зруйнована в 1930-ті роки) для родини загиблого генерала Миколи Ватутіна. Автор проєкту — архітектор Анатолій Добровольський.
- № 47 — житловий будинок 1913–1914 років, стиль — пізній модерн з елементами класицизму.
- № 48 — житловий будинок працівників Народного комісаріату юстиції УРСР. Зведений у 1930-х роках у стилі конструктивізму, за проєктом С. Царьова.
- № 72 — житловий будинок кінця XIX — початку XX століття, еклектичний стиль.
- № 75 — житловий будинок кінця XIX — початку XX, давно занедбаний. 2015 року брандмауер прикрашено найбільшим у світі портретом М. Грушевського.
- № 76 — житловий будинок у стилі пізнього конструктивізму (1930-ті роки).
- № 79 — житловий будинок працівників енергомережі, зведений за проєктом архітектора Є. Яхненко. Є зразком архітектури 1930–50-х років.
- № 84 — прибутковий будинок 1899–1900 роки.
- № 91 — будинок Лук'янівської поліційної дільниці. Зведений 1902 року за проєктом І. Ніколаєва[11]. До початку 2000-х тут містилася Державна податкова інспекція Шевченківського району. Нині будівля відселена, занедбана й після кількох пожеж перебуває в аварійному стані[12].
- № 93 — будівля кінотеатру «Київська Русь», відкритого в 1982 році з нагоди 1500-річчя Києва. На той момент був найбільшим кінотеатром України та одним з найбільших у Європі.

### Релігійні споруди
У сквері навпроти кінотеатру «Київська Русь» у 2010 році споруджено типовий дерев'яний храм Храм Володимирської ікони Божої Матері релігійної громади святих мучениць Віри, Надії, Любові та матері їх Софії. Храм було закладено 2002 року, у 2004 році тут служили першу літургію, а будівництво почалося в листопаді 2007 року. Належить УПЦ (МП).
На місці будинку № 46 знаходилася мурована Вознесенська церква, яка була парафіяльним храмом для мешканців вулиці. При церкві було створене Кудрявське кладовище. Церква і кладовище були знищені в 1930-ті роки.

### Установи та заклади
- Національна спілка художників України (буд. № 1/5).
- Київська спеціалізована школа № 155 (буд. № 5).
- Північний офіс Держаудитслужби (буд. № 18).
- Загальноосвітня школа № 138 (буд. № 27).
- Центр творчості дітей та юнацтва «Шевченківець», ансамбль «Пульс»[13] (буд. № 41).
- Державне агентство меліорації та рибного господарства України (буд. № 45-А).
- Академія педагогічних наук України (буд. № 52-А).
- Посольство Хорватії в Україні (буд. № 51/50).
- Посольство Мальтійського Ордену в Україні (буд. № 51/50).
- Міський будинок ветеранів (буд. № 55-В).
- Кінотеатр «Київська Русь» (буд. № 93).

### Інші будинки
- «Квіти України» — модерністичний будинок за адресою Січових Стрільців 49.

### Галерея

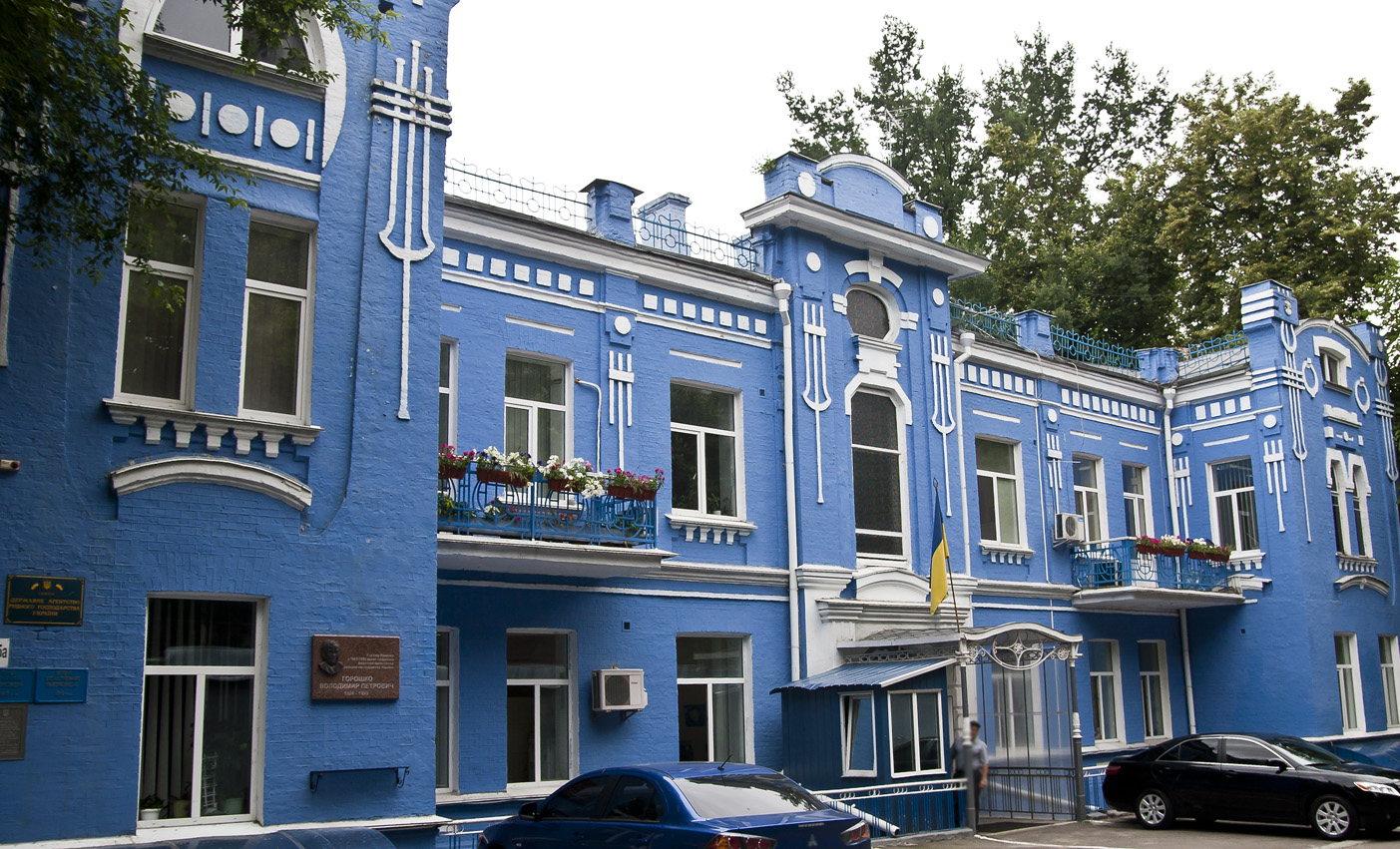
Риборозвідня Лева Шелюжка (№ 45-а)
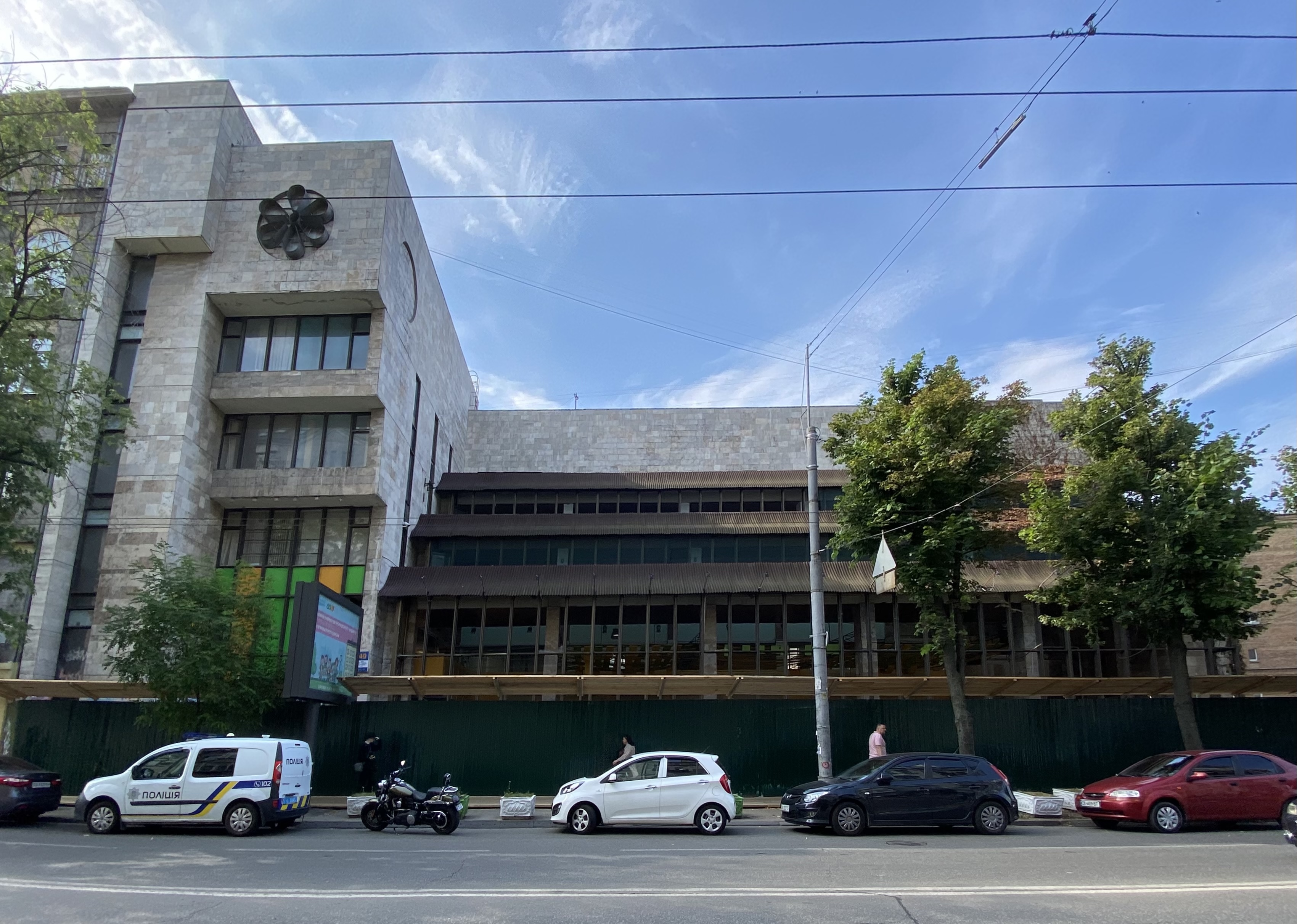
«Квіти України» (№ 49)
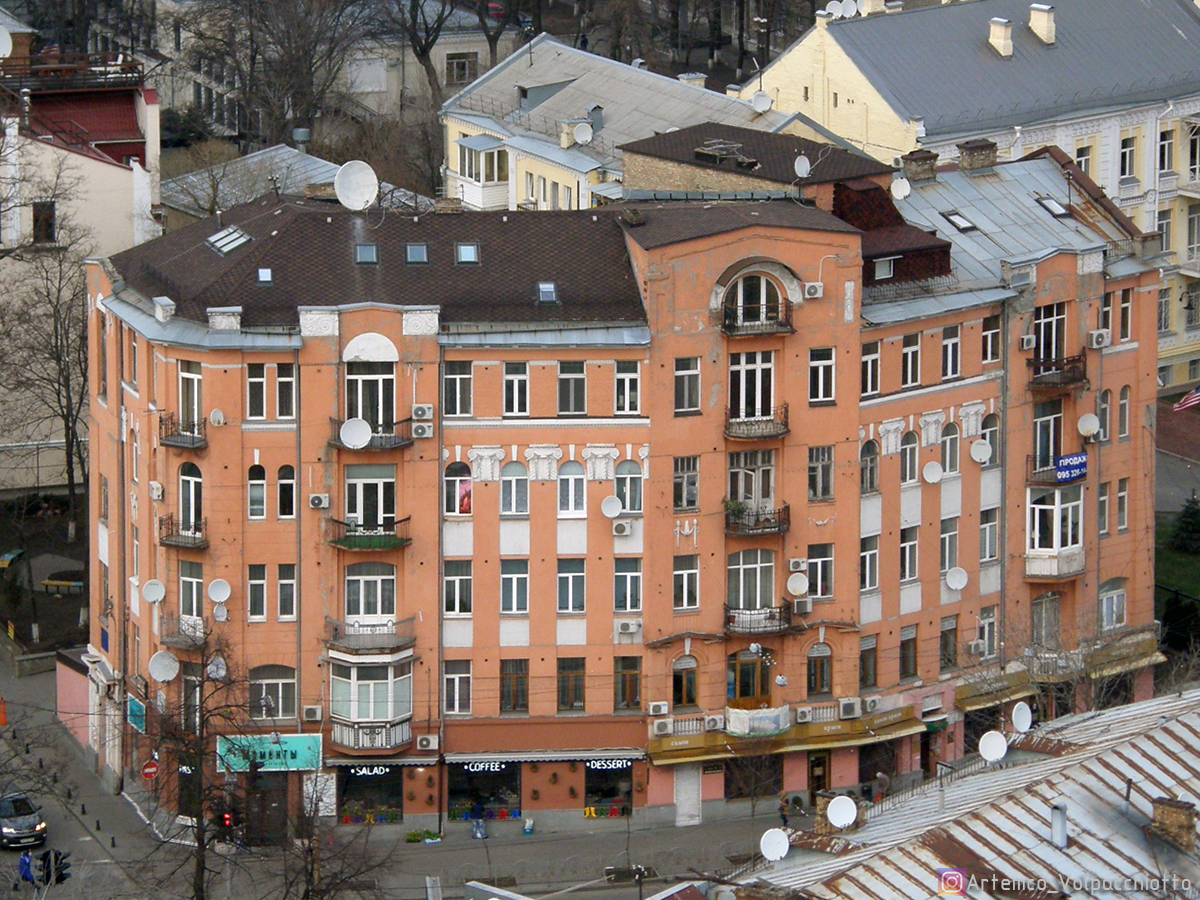
№ 58/2
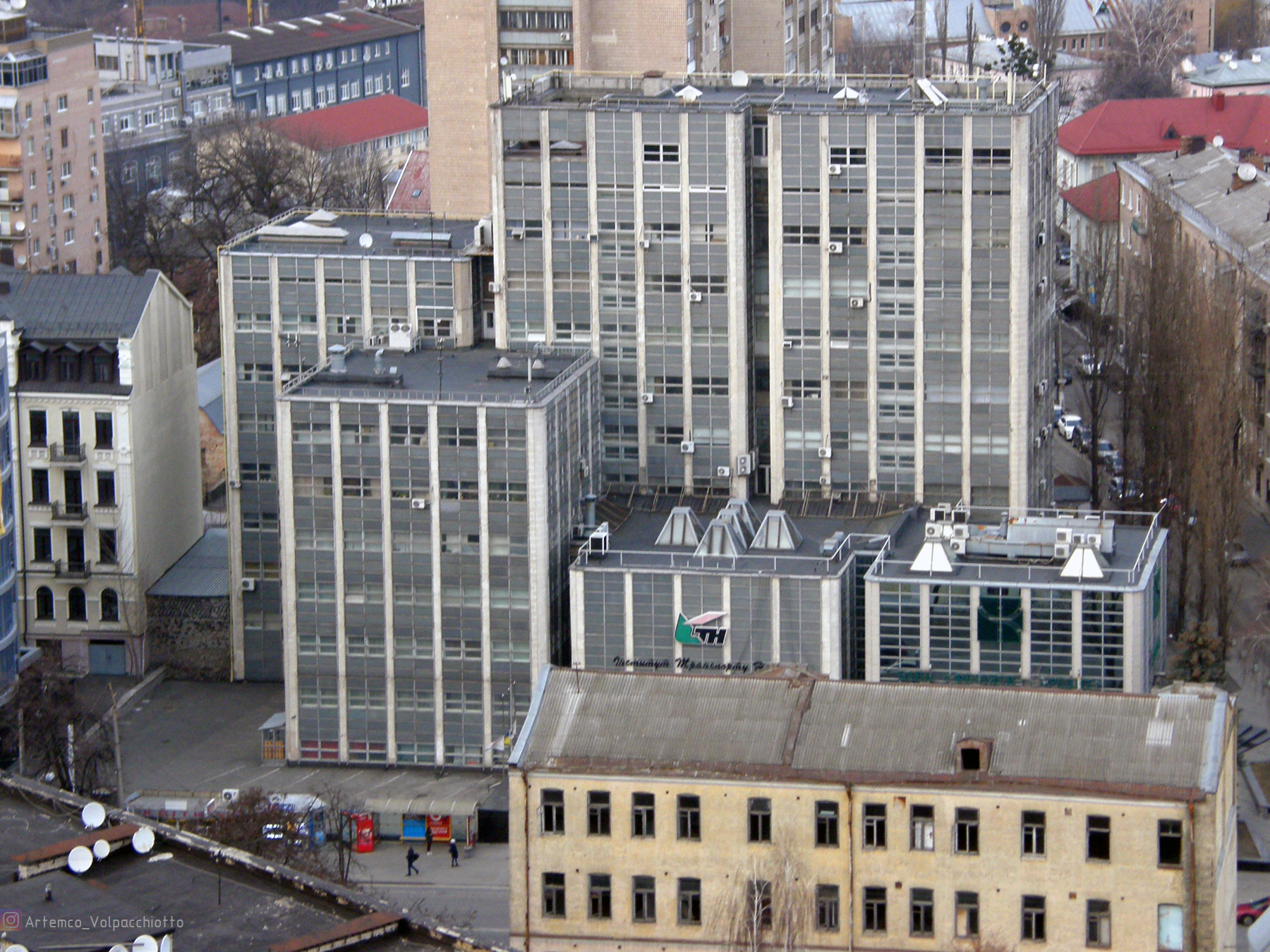
Інститут транспорту нафти (№ 60), перед ним закинутий будинок № 75
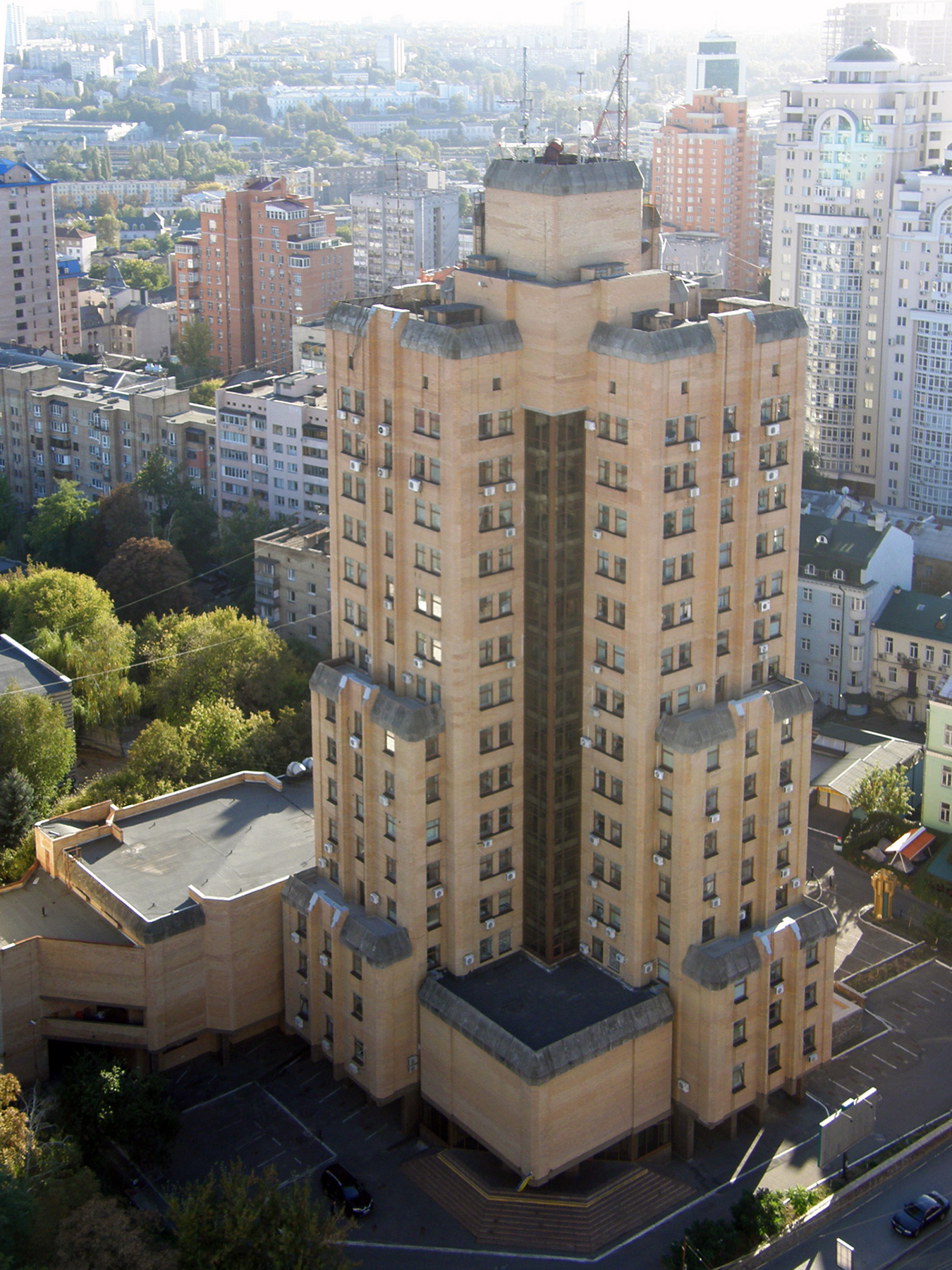
будівля Міністерства Юстиції (№ 73)
Стінопис з найбільшим у світі портретом Михайла Грушевського площею 160 м² на фасаді будинку № 75

## Особистості
У будинку № 10 проживав Павло Житецький, вчений-філолог, член-кореспондент Петербурзької Академії наук, викладач колегії Павла Ґалаґана та Володимирського кадетського корпусу. У його домі бував Іван Франко. У 1911—1913 роках тут мешкав художник і педагог Олександр Осмьоркін, у 1914—1916 роках — художник Олександр Волков, у 1917 році — більшовик Іван Смирнов-Ласточкін, у 1920-х роках — історик Л. М. Беркут. У будинку № 33 жив художник Віктор Пальмов (1925—1929), у № 40 — цивільний інженер Микола Даміловський (1917—1942), а також народна артистка України, співачка Раїса Кириченко (1943—2005) (встановлена меморіальна таблиця), у № 42 — архітектор-художник Валентин Фельдман (1921—1928), у № 48 — народний артист УРСР, співак-бас Андрій Кикоть (1974—1975).
Будинок № 41 (не зберігся) належав лікарю-окулісту В. К. Думитрашко, сину поета Костянтина Думитрашко. Тут у 1911 році мешкав український письменник Іван Нечуй-Левицький, пізніше — академік живопису Іван Селезньов.
В садибі між будинками № 44 і 48 по Львівській вулиці раніше стояла Вознесенська церква, знесена в 1930 році, при якій було кладовище і до 1920-х років здійснювалися поховання киян. Після знесення церкви частина поховань була перенесена на Лук'янівське кладовище, а інша знищена. Серед знищених — поховання української письменниці Грицько Григоренко (Олександри Євгенівни Судовщикової-Косач, дружини рідного брата Лесі Українки Михайла (Обачного)) і поета В. М. Отроковського. Серед священиків Лаврентій Козловський і отець Павло Старовойтенко, батько одного з голів Держплану УРСР, Івана Старовойтенка. У 1946 році на пагорбі, де розташовувалася церква, збудували особняк (№ 46) для вдови генерала М. Ф. Ватутіна, який помер і був похований у Києві. Проте вдова відмовилася жити в ньому і переїхала до Москви. Невдовзі в цей особняк переселився голова Спілки письменників України, лауреат Сталінських премій, драматург Олександр Корнійчук із дружиною, польською письменницею Вандою Василевською. Тут бували відомі письменники: Микола Бажан, Олесь Гончар, Максим Рильський, Джон Бойнтон Прістлі, Жоржі Амаду, Олександр Фадєєв, актори Київського українського драматичного театру ім. Івана Франка, МХАТу ім. Максима Горького та інші діячі культури.
У будинку № 45-а знаходилася знаменита риборозвідня Лева Шелюжка, будинок розташовувався в межах садиби мільйонера та мецената Андрія Шелюжка.
У будинку № 50 з 1926 року мешкав український письменник Степан Васильченко (кв. № 1), у № 53 — академік АН УРСР, мовознавець Михайло Калинович, академік АН УРСР, хімік Анатолій Бабко, у № 87 — гідролог, академік АН УРСР та ВАСГНІЛ Євген Оппоков.
У школі № 138 (буд. № 27) під час німецько-радянської війни розташовувався польовий шпиталь, в якому 15 квітня 1944 року помер генерал Микола Ватутін.
У будинку № 24 в листопаді 1917 року починав формування Галицько-Буковинський курінь Січових Стрільців на чолі з Євгеном Коновальцем і Андрієм Мельником. З 8 серпня по 19 вересня 1941 року в цьому будинку розташовувався штаб Київського укріпрайону.

## Пам'ятники, меморіальні дошки та інші твори мистецтва
- № 1-5 — на честь художників, які загинули в боях проти німецько-фашистських загарбників у Великій Вітчизняній війні 1941—1945 років.
- № 23 — на честь працівників фабрики «Жовтень», які загинули в боях Великої Вітчизняної війни 1941—1945 років. Відкрита 8 травня 1965 року.
- № 24 — на честь полковника Армії УНР Євгена Коновальця, командира Січових Стрільців, чиї казарми розташовувалися в цьому будинку в 1918 році. Відкрито 22 грудня 2017 року, автор — скульптор Олександр Михайлицький.
- № 26 — Георгію Дзісю, державному та громадському діячеві, заступнику голови Ради Міністрів України, першому Президенту Спілки економістів України, засновнику штрихового кодування в Україні. Бронзову меморіальну дошку відкрито 26 липня 2004 року.
- № 40 — Раїсі Кириченко, народній артистці України.
- № 45-А — Володимиру Горошку, організатору рибного господарства України[16]. Барельєф з бронзи та граніту, відкритий 16 березня 2010 року.
- № 86 — погруддя полковнику армії Української Народної Республіки Петрові Болбочану урочисто відкрите 4 жовтня 2020 року у сквері імені Болбочана на вулиці Січових Стрільців. Скульптуру виготовили у рамках проєкту «Українська історія в камені». Автори пам'ятника — Михайло Горловий та Олександр Фурман[17].

На будинку № 25 у 1967 році було встановлено пам'ятну чавунну дошку на честь нагородження Київської книжкової фабрики «Жовтень» пам'ятним прапором Центрального комітету КПРС, президії Верховної Ради СРСР, Ради Міністрів СРСР та ВЦРПС за перемогу в соціалістичному змаганні і на ознаменування 50-річчя Жовтневої революції. Дошку було знищено «невідомими» в 2011 році.
Поблизу будинку № 37 в 2009 році відкрито скульптуру «Сірник, що ожив», яка символізує екологічні проблеми Києва — загазованість та нестача зелених зон. Автор і скульптор пам'ятника — Володимир Білоконь.
У сквері навпроти кінотеатру «Київська Русь» 29 квітня 1970 року було відкрито пам'ятник Станіславові Косіору. Спершу це був бюст на постаменті з сірого граніту заввишки 5,7 метрів, роботи скульптора І. В. Макогона, архітекторів Є. П. Вересова та М. Т. Катерноги. Пізніше, у 1984 році гранітний бюст замінили на бронзовий, також роботи І. В. Макогона. 20 листопада 2008 року пам'ятник було демонтовано.
У 2015 році на фасаді будинку за адресою вул. Січових Стрільців, 75 намалювали мурал з найбільшим у світі портретом Михайла Грушевського. Площа муралу склала 160 м².

### Демонтовані
- № 1-5 (знищено «невідомими» в травні 2015 року[19]) та № 84 (демонтовано в лютому 2016 року) — анотаційні дошки на честь Ф. А. Артема, чиїм ім'ям на той момент було названо вулицю. Виготовлені з граніту (архітектор Валентина Шевченко), відкриті 10 грудня 1965 року.

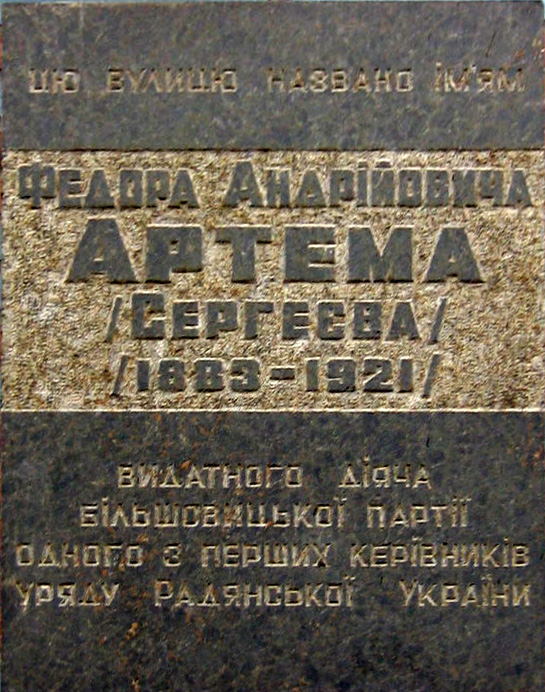
Колишня анотаційна дошка на будинку № 1-5
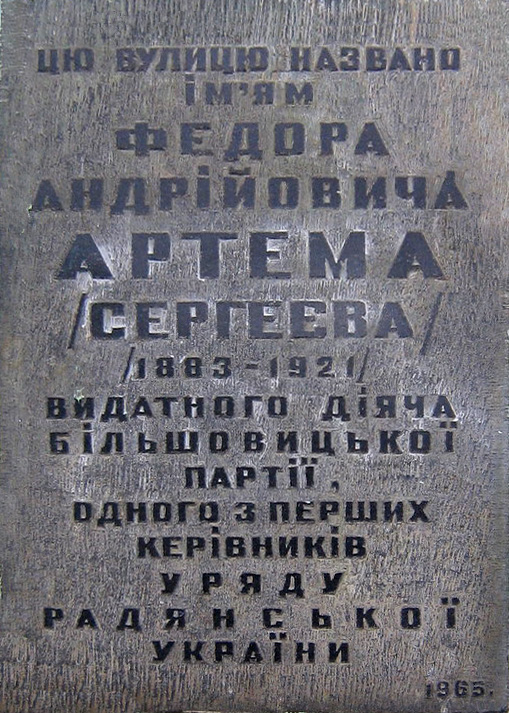
Колишня анотаційна дошка на будинку № 84
Меморіальна дошка Є. Коновальцю на будинку № 24
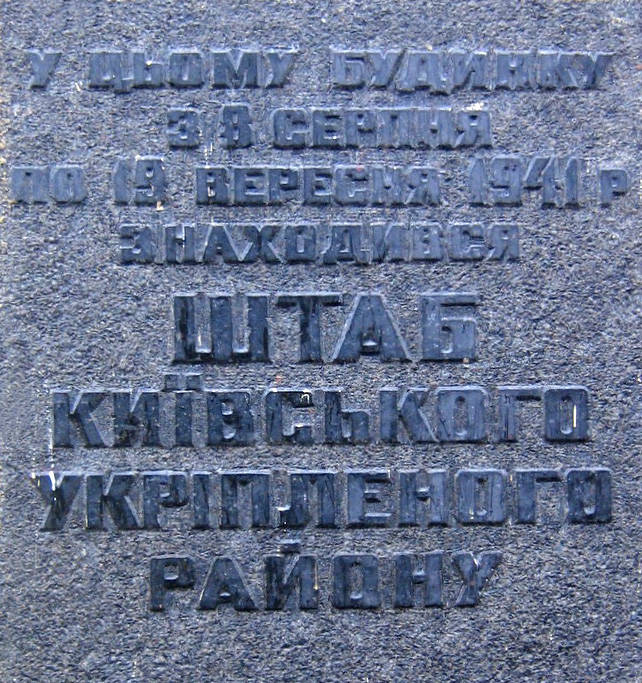
Меморіальна дошка на честь Київського укріпленого району на будинку № 24
Меморіальна дошка на будинку № 26
Меморіальна дошка на будинку № 40